# (55753) Raman
(55753) Raman (1991 RF5) – planetoida z pasa głównego asteroid okrążająca Słońce w ciągu 4,49 lat w średniej odległości 2,72 j.a. Odkryta 13 września 1991 roku.